# Cyclosa octotuberculata
Cyclosa octotuberculata là một loài nhện trong họ Araneidae.
Loài này thuộc chi Cyclosa. Cyclosa octotuberculata được Ferdinand Karsch miêu tả năm 1879.

## Hình ảnh

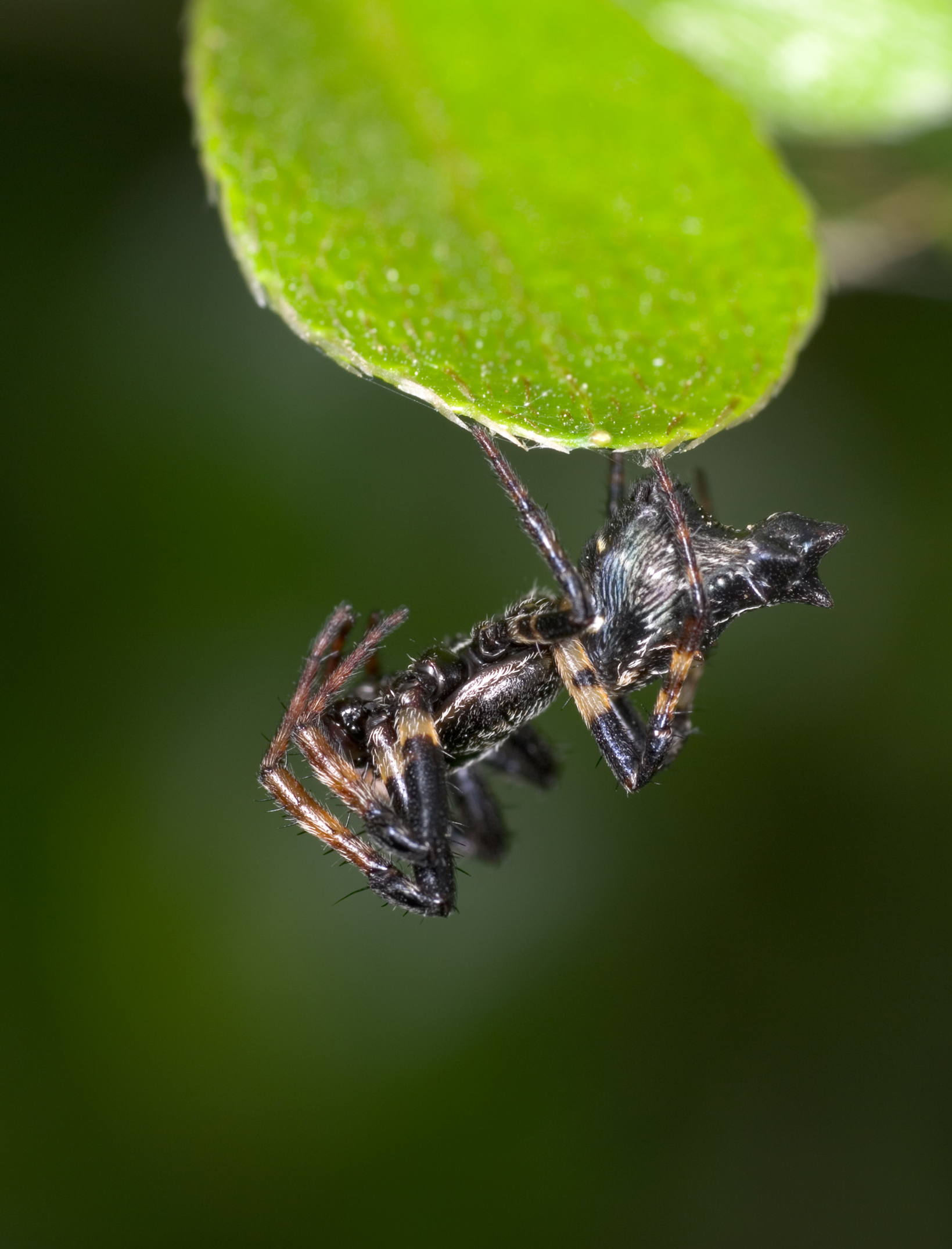
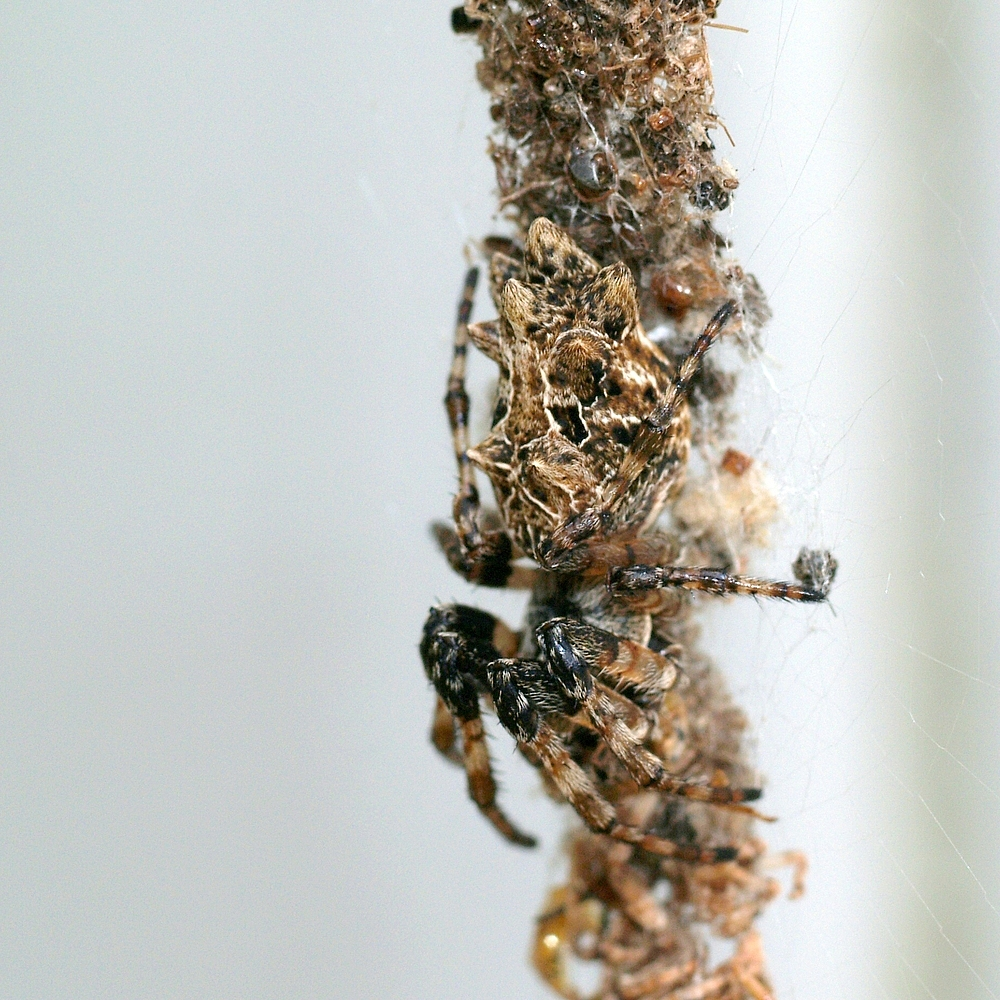
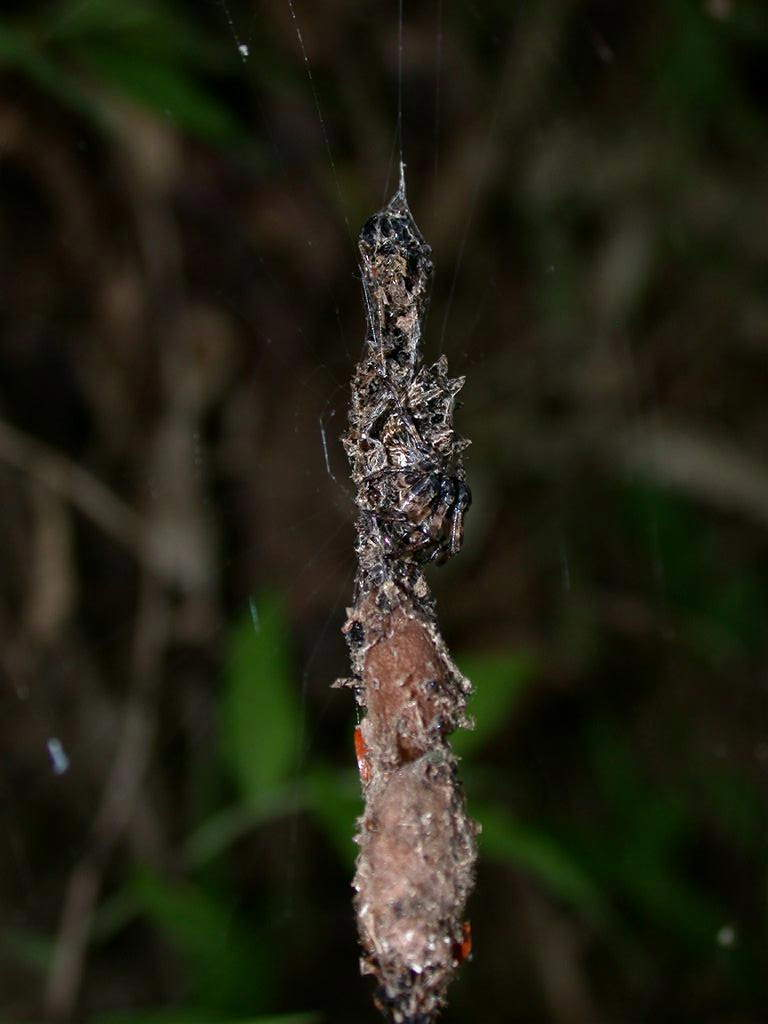